# Sapir
Sapir (hebrejsky סַפִּיר‎, doslova „Safír“, v oficiálním přepisu do angličtiny Sappir) je vesnice typu společná osada (jišuv kehilati) v Izraeli, v Jižním distriktu, v Oblastní radě Centrální Arava.

## Geografie
Leží v nadmořské výšce 16 metrů pod úrovní moře v údolí vádí al-Araba, cca 42 kilometrů od jižního břehu Mrtvého moře. Západně od obce se prudce zvedá aridní oblast pouště Negev.
Obec se nachází 120 kilometrů od břehu Středozemního moře, cca 165 kilometrů jihovýchodně od centra Tel Avivu, cca 130 kilometrů jižně od historického jádra Jeruzalému a 120 kilometrů severoseverovýchodně od města Ejlat. Sapir obývají Židé, přičemž osídlení v tomto regionu je etnicky převážně židovské. Obec je jen 3 kilometry vzdálena od mezinárodní hranice mezi Izraelem a Jordánskem.
Sapir je na dopravní síť napojen pomocí dálnice číslo 90. Východně od vesnice se nalézá menší letiště.

## Dějiny
Sapir byl založen v roce 1979. Podle jiného zdroje vznikl už roku 1978. Mělo jít o střediskovou obec sloužící okolním zemědělským vesnicím. Fungují zde úřady Oblastní rady Centrální Arava, zdravotní středisko, mateřská škola, regionální základní a střední škola, společenské centrum a synagoga.
Místní ekonomika je založena na službách (včetně školství a zdravotnictví) a drobném podnikání. V obci je k dispozici plavecký bazén. Rozvíjí se turistický ruch. Nachází se tu piknikový areál ha-Agam ha-Na'alim (האגם הנעלם) soustředěný okolo jezera u zdejšího pramene. Obec využívá blízkosti frekventované silniční tepny. Stojí tu i restaurace řetězce McDonald's.

## Demografie
Obyvatelstvo osady je smíšené, tedy sekulární i nábožensky orientované. Podle údajů z roku 2014 tvořili naprostou většinu obyvatel v Sapir Židé - cca 300 osob (včetně statistické kategorie "ostatní", která zahrnuje nearabské obyvatele židovského původu ale bez formální příslušnosti k židovskému náboženství, cca 400 osob).
Jde o menší obec vesnického typu s dlouhodobě stagnující populací. K 31. prosinci 2014 zde žilo 364 lidí. Během roku 2014 populace stoupla o 2,0 %.
| Rok            | 1983 | 1995 | 2001 | 2003 | 2004 | 2005 | 2006 | 2007 | 2008 | 2009 | 2010 | 2011 | 2012 | 2013 | 2014 |
| -------------- | ---- | ---- | ---- | ---- | ---- | ---- | ---- | ---- | ---- | ---- | ---- | ---- | ---- | ---- | ---- |
| Počet obyvatel | 220  | 295  | 264  | 293  | 314  | 353  | 377  | 386  | 397  | 350  | 340  | 373  | 380  | 357  | 364  |